# Carmen Cavallaro
Carmen Cavallaro (* 6. Mai 1913 in New York City; † 12. Oktober 1989 in Columbus (Ohio)) war ein US-amerikanischer Pianist, Bandleader  und Filmschauspieler.

## Leben und Wirken
Obwohl er eine klassische Klavierausbildung besaß, wurde er von der Tanzmusik angezogen und arbeitete mit Al Kavelin 1933 und mit Rudy Vallée 1937 zusammen. Er arbeitete, allerdings kurz, auch mit Enrico Madriguera und Abe Lyman.
1939 gründete Cavallaro seine erste eigene Band mit dem Namen Breakfast in St. Louis. Als Tanzband spielte sie u. a. im Mark Hopkins in San Francisco und im Waldorf Astoria in New York City; dort gastierte Cavallaros Orchester auch in Frank Dailey’s Meadowbrook und im Paramount Theatre. Während seine Popularität zunahm, erweiterte er seine Band in ein Orchester mit 14 Mitgliedern. 1944 unterschrieb er einen Vertrag bei Decca. Larry Douglas und Guy Mitchell waren als Sänger engagiert. 1945 gelang ihm mit dem Titel Chopin's Polonaise ein Hit, der Platz 3 der US-Charts erreichte.
Nachdem sich das Orchester nach dem Krieg aufgelöst hatte, machte er mit kleineren Combos in den 1950er- und 1960er-Jahren weiter, die ihn als Solisten begleiteten. Er spielte hauptsächlich die damals populäre Jazz-inspirierte Popmusik, wie 1951 They Can’t Take That Away from Me. Er konnte 1950 mit Music!Music!Music!, das Platz 17 der US-Charts erreichte, und 1952 mit Meet Mister Callaghan, Platz 28, noch zwei kleinere Hits verbuchen.
Carmen Cavallaro starb 1989 an Krebs. Zu seinen Bewunderern zählte auch Liberace. Er hat zudem einen Stern auf dem Walk of Fame in Hollywood.

## Filme (Auswahl)
- 1944: Hollywood Canteen
- 1945: Diamond Horseshoe
- 1946: Krieg nach Noten

## Diskografie (Auswahl)
Alben:
- 1941: I'll see You In My Dreams, Decca Records
- 1941: All The Things You Are ..., Decca Records
- 1942: Strauss Waltzes, Decca Records
- 1942: Songs Of Our Times 1932, Decca Records
- 1946: Serenade: Italian Folk Songs, Decca Records
- 1948: Irving Berlin Songs mit Dick Haymes als Sänger, Decca Records
- 1949: For Sweethearts Only, Decca Records
- 1950: Carmen Cavallaro At The Piano, Decca Records
- 1950: Songs Of Our Times 1921, Decca Records
- 1950:  Richard Rodgers And Oscar Hammerstein II, Decca Records
- 1951: Guys And Dolls, Decca Records
- 1952: Tangos for Romance, Decca Records
- 1956: Rome at Midnight, Decca Records
- 1956: For Latin Lovers, Decca Records
- 1956: The Masters' Touch, Decca Records
- 1957: Poetry In Ivory, Decca Records
- 1958: Cavallaro With That Latin Beat, Brunswick Records
- 1958: 12 Easy Lessons In Love, Decca Records
- 1959: Dancing In The Dark, Decca Records
- 1960:  Plays His Show Stoppers, Decca Records
- 1960:  The Franz Liszt Story. Decca Records
- 1960: Cocktails with Cavallaro, Decca Records
- 1961: Cocktail Time, Decca Records
- 1965: Eddy Duchin Remembered, Decca Records